# Multiorgasmo
El multiorgasmo u orgasmo múltiple es la obtención de múltiples orgasmos. En las mujeres se da de una forma natural con la estimulación adecuada y en los varones, que tienden a presentar un período refractario, se aprende a identificar el punto de no retorno que desencadena la eyaculación. Los orgasmos posteriores al primero suelen ser más intensos y/o placenteros, debido a la estimulación genital acumulada. En la mujer, el clítoris y los pezones son zonas muy sensitivas tras el clímax, por lo que las estimulaciones sexuales adicionales pueden ser dolorosas al inicio.
Existen extraordinarios reportes de mujeres que tienen el síndrome de excitación sexual persistente que les puede ocasionar muchísimos orgasmos; como el caso de una joven mujer británica que los tuvo constantemente a través del día, ante la más suave experimentación vibrátil.
En el varón, es posible tener un orgasmo sin eyacular (orgasmo seco) o eyacular sin alcanzar un orgasmo. Se han reportado hombres que experimentaron orgasmos múltiples, sin ninguna eyaculación. La persona que experimenta orgasmos secos puede también alcanzar múltiples orgasmos, reduciendo así el período refractario. Algunos hombres pueden masturbarse por horas, alcanzando el orgasmo en múltiples ocasiones. Hay hombres que son multiorgásmicos desde siempre, mientras que otros han aprendido a alcanzar múltiples orgasmos. En los últimos años han aparecido múltiples libros describiendo distintas técnicas para alcanzar múltiples orgasmos. La mayoría de los varones multiorgásmicos (y sus parejas) comunican que abstenerse de la eyaculación produce un estado posorgásmico mucho más potente. Además algunos hombres han informado de que esto a su vez puede producirles orgasmos eyaculatorios más potentes, cuando eligen tenerlos.

## Multiorgasmo en el hombre

### Técnicas
Una técnica es presionar el perineo, a medio camino entre el escroto y el ano, justo antes de eyacular para evitar la propia eyaculación. Sin embargo, esto lleva a la eyaculación retrógrada, por ejemplo, redirigiendo el semen en la vejiga urinaria en lugar de a través de la uretra hasta el exterior. A largo plazo también puede causar daños debido a la presión que soportan los nervios y los vasos sanguíneos en el perineo, similar al que se da en algunos hombres que montan en bicicletas con sillines estrechos durante periodos extensos. Los hombres que han pasado por cirugía por la próstata o la vejiga, por alguna razón pueden experimentar orgasmos secos causados por eyaculación retrógrada.
Otras técnicas son análogas a las de mujeres multiorgásmicas que indican que hay que relajarse y «dejarse ir» para experimentar múltiples orgasmos. Estas técnicas incluyen control mental y físico sobre la vasocongestion pre-eyaculatoria y las emisiones, más que a las contracciones eyaculatorias o retención forzada como arriba. Anecdóticamente, la implementación satisfactoria de estas técnicas puede dar como resultado múltiples orgasmos «de cuerpo entero». La estimulación suave de la próstata, las vesículas seminales y los conductos deferentes da placer erógeno que mantiene intensos orgasmos en algunos hombres. Algunos complementos sexuales están diseñados con la intención primaria de estimular la próstata.

### Periodo refractario
Muchos hombres que comienzan a masturbarse o a tener otra actividad sexual antes de la pubertad relatan que han sido capaces de alcanzar múltiples orgasmos sin eyacular. Los chicos jóvenes son capaces de tener múltiples orgasmos por la falta del periodo refractorio hasta que tienen su primera eyaculación. En chicas jóvenes siempre es posible, incluso después de la aparición de la pubertad. Esta capacidad suele desaparecer en los chicos con la primera eyaculación. Algunas pruebas indican que los orgasmos de un chico antes de la pubertad son cualitativamente similares a la experiencia «normal» de un orgasmo femenino, lo que sugiere que los cambios hormonales durante la pubertad tienen una importante influencia en las características del orgasmo masculino.
Cierto número de estudios apuntan a que la hormona prolactina podría ser la causa del período refractario masculino. Por esto, actualmente hay interés en medicamentos experimentales que inhiben la prolactina, como cabergolina (también conocido como Cabeser o Dostinex). Los informes sobre el uso de cabergolina sugieren que es capaz de eliminar el periodo refractario, permitiendo a los hombres a experimentar múltiples orgasmos en una rápida sucesión. Al menos un estudio científico apoya este hecho. Cabergolina es un medicamento que altera las hormonas y puede tener múltiples efectos secundarios. No se ha aprobado para tratar disfunción sexual. Una posible razón sería el aumento de la hormona oxitocina. Además se cree que la cantidad de oxitocina que ha aumentado, afecta a la duración de cada periodo refractario.
Un estudio científico llevado a cabo en la Universidad Rutgers en 1995, documentó satisfactoriamente múltiples orgasmos naturales, con eyaculación, en un hombre adulto. Durante este estudio se experimentaron seis orgasmos con eyaculación en 36 minutos, aparentemente sin periodo refractario. Se podría decir que en algunos casos, se puede reducir o incluso eliminar el periodo de refracción en el curso de la pubertad y en la edad adulta. Más tarde P. Haake et al. observó un individuo masculino que producía múltiples orgasmos sin una respuesta elevada de prolactina.